# 2545 Verbiest
2545 Verbiest је астероид главног астероидног појаса са средњом удаљеношћу од Сунца која износи 2,229 астрономских јединица (АЈ).
Апсолутна магнитуда астероида је 13,0.